# Roku
Roku ist ein US-amerikanisches, börsennotiertes Unternehmen mit Sitz in Los Gatos. Roku produziert eine Reihe von Multimedia-Spielern, mit denen unter anderem das Streamen von audiovisuellen Inhalten über einen Fernseher ermöglicht wird. Das Unternehmen erzielt seine Umsätze außerdem durch den Verkauf von Lizenzen für seine Hard- und Software sowie über Werbeeinnahmen. Nach eigenen Angaben wurden in der ersten Jahreshälfte 2017 fast 7 Milliarden Stunden Videos und Musik über Rokus Plattform gestreamt. Der Streaminganbieter Netflix unterstützt zu großen Teilen Rokus Hardware.
2002 von Anthony Wood gegründet, steht der Name „Roku“  für das Zahlwort „sechs“ auf Japanisch und verweist darauf, dass es dessen sechste Unternehmensgründung war. Anthony Wood wurde 2007 zum Vizepräsidenten der Sparte Internet TV bei Netflix ernannt.
Im Jahr 2017 debütierte Roku mit einem IPO an der Börse NASDAQ. Im selben Jahr berichtete die Firma einen Bilanzverlust von 63 Mio. US$.
Zu den wichtigsten Konkurrenten gehören Fire TV von Amazon, Apple TV und Googles Chromecast.